# Xiana Méndez
Pour les articles homonymes, voir Méndez et Bertolo.
Xiana Méndez Bértolo, née à Pontevedra le 27 juillet 1977, est une économiste de l'État espagnole et secrétaire d'État au Commerce entre 2018 et 2024.

## Biographie

### Famille et formation
Xiana Méndez est la fille de l'homme politique Constantino Méndez. Elle obtient une licence en droit et administration, direction d'entreprises à l'Université pontificale de Comillas de Madrid. En 2004 elle passe avec succès le concours pour rejoindre le Corps Supérieur des techniciens commerciaux et économistes de l'État et elle entame une carrière à la Commission Nationale de la Concurrence (CNC).

### Carrière professionnelle
Xiana Méndez occupe différents postes à la Direction générale de politique économique du Ministère de l'économie de 2013 à 2015 en se spécialisant dans les secteurs du crédit, du transport et des infrastructures. 
Elle est conseillère économique et commerciale de l'Ambassade de l'Espagne à Quito en Équateur de 2015 à 2018.
En juin 2018, elle est nommée secrétaire d'État au Commerce et présidente de l'Institut Espagnol de Commerce Extérieur (ICEX),,. 
En 2024, elle est proposée par l'Espagne comme directrice exécutive du Fonds monétaire international.